# A Starsky és Hutch epizódjainak listája
Ez a cikk a Starsky és Hutch című sorozat epizódjait listázza.

## Évados áttekintés
| Évad | Évad | Epizódok | Eredeti sugárzás     | Eredeti sugárzás  | Eredeti adó |
| Évad | Évad | Epizódok | Évadpremier          | Évadfinálé        | Eredeti adó |
| ---- | ---- | -------- | -------------------- | ----------------- | ----------- |
|      | 1    | 22       | 1975. szeptember 10. | 1976. április 21. | ABC         |
|      | 2    | 25       | 1976. szeptember 25. | 1977. április 16. | ABC         |
|      | 3    | 23       | 1977. szeptember 17. | 1978. május 17.   | ABC         |
|      | 4    | 22       | 1978. szeptember 12. | 1979. május 15.   | ABC         |

## Pilot film (1975)
| Sor. | Év. | Cím                     | Rendező     | Író           | Premier           |
| ---- | --- | ----------------------- | ----------- | ------------- | ----------------- |
| 1.   | 1.  | Bevezető epizód (Pilot) | Barry Shear | William Blinn | 1975. április 30. |

## 1. évad (1975-1976)
| Sor. | Év. | Cím                                                       | Rendező         | Író                                                                                               | Premier              |
| ---- | --- | --------------------------------------------------------- | --------------- | ------------------------------------------------------------------------------------------------- | -------------------- |
| 1.   | 1.  | Vad vasárnap (Savage Sunday)                              | Jack Starrett   | Fred Freiberger                                                                                   | 1975. szeptember 10. |
| 2.   | 2.  | Texasi bika (Texas Longhorn)                              | Jack Starrett   | Michael Mann                                                                                      | 1975. szeptember 17. |
| 3.   | 3.  | Halálos utazás (Death Ride)                               | Gene Nelson     | Edward J. Lakso                                                                                   | 1975. szeptember 25. |
| 4.   | 4.  | Hóvihar (Snowstorm)                                       | Bob Kelljan     | Robert I. Holt                                                                                    | 1975. október 1.     |
| 5.   | 5.  | Kátyúban (The Fix)                                        | William Crain   | Robert I. Holt                                                                                    | 1975. október 8.     |
| 6.   | 6.  | Death Notice                                              | William Crain   | Robert C. Dennis                                                                                  | 1975. október 15.    |
| 7.   | 7.  | Pariah                                                    | Bob Kelljan     | Michael Fisher                                                                                    | 1975. október 22.    |
| 8.   | 8.  | Kill Huggy Bear                                           | Michael Schultz | Fred Freiberger                                                                                   | 1975. október 29.    |
| 9.   | 9.  | The Bait                                                  | Ivan Dixon      | Történet: James Schmerer és Don Balluck Tévéjáték: James Schmerer, Don Balluck és Edward J. Lakso | 1975. november 5.    |
| 10.  | 10. | Lady Blue                                                 | Don Weis        | Michael Mann                                                                                      | 1975. november 12.   |
| 11.  | 11. | Dobey kapitány, maga halott! (Captain Dobey, You're Dead) | Michael Schultz | Michael Fisher                                                                                    | 1975. november 19.   |
| 12.  | 12. | Terror a dokkban (Terror on the Docks)                    | Randal Kleiser  | Fred Freiberger                                                                                   | 1975. november 26.   |
| 13.  | 13. | A gyilkos szélhámos (The Deadly Imposter)                 | Dick Moder      | Történet: Mann Rubin Tévéjáték: Michael Fisher, Parke Perine és Mann Rubin                        | 1975. december 10.   |
| 14.  | 14. | A rémület éjszakája (Shootout)                            | Fernando Lamas  | David P. Harmon                                                                                   | 1975. december 17.   |
| 15.  | 15. | A túszok (The Hostages)                                   | George McCowan  | Edward J. Lakso                                                                                   | 1976. január 7.      |
| 16.  | 16. | Eltékozolt évek (Losing Streak)                           | Don Weis        | Történet: Robert I. Holt Tévéjáték: Michael Fisher                                                | 1976. január 14.     |
| 17.  | 17. | Csend (Silence)                                           | George McCowan  | Történet: Donald R. Boyle Tévéjáték: Parke Perine                                                 | 1976. január 21.     |
| 18.  | 18. | Omaha Tiger                                               | Don Weis        | Edward J. Lakso                                                                                   | 1976. január 28.     |
| 19.  | 19. | JoJo (JoJo)                                               | George McCowan  | Michael Mann                                                                                      | 1976. február 18.    |
| 20.  | 20. | A menekülés (Running)                                     | Don Weis        | Michael Fisher                                                                                    | 1976. február 25.    |
| 21.  | 21. | A Coffin for Starsky                                      | George McCowan  | Arthur Rowe                                                                                       | 1976. március 3.     |
| 22.  | 22. | A fejvadász (Bounty Hunter)                               | Don Weis        | Steve Fisher                                                                                      | 1976. április 21.    |

## 2. évad (1976-1977)
| Sor. | Év. | Cím                                                                 | Rendező              | Író                                                                | Premier              |
| ---- | --- | ------------------------------------------------------------------- | -------------------- | ------------------------------------------------------------------ | -------------------- |
| 23.  | 1.  | A Las Vegas-i fojtogató 1. rész (The Las Vegas Strangler: Part 1)   | George McCowan       | Michael Fisher                                                     | 1976. szeptember 25. |
| 24.  | 2.  | A Las Vegas-i fojtogató 2. rész (The Las Vegas Strangler: Part 2)   | George McCowan       | Michael Fisher                                                     | 1976. szeptember 25. |
| 25.  | 3.  | Gyilkosság a tengeren 1. rész (Murder at Sea Part 1)                | George McCowan       | Ron Friedman                                                       | 1976. október 2.     |
| 26.  | 4.  | Gyilkosság a tengeren 2. rész (Murder at Sea Part 2)                | George McCowan       | Ron Friedman                                                       | 1976. október 2.     |
| 27.  | 5.  | Gillian (Gillian)                                                   | George McCowan       | Történet: Amanda J. Green Tévéjáték: Ben Masselink                 | 1976. október 16.    |
| 28.  | 6.  | Amboy ráfarag (Bust Amboy)                                          | George W. Brooks     | Ron Friedman                                                       | 1976. október 23.    |
| 29.  | 7.  | A vámpír (The Vampire)                                              | Bob Kelljan          | Michael Grais és Mark Victor                                       | 1976. október 30.    |
| 30.  | 8.  | A szakértő (The Specialist)                                         | Fernando Lamas       | Robert Earll                                                       | 1976. november 6.    |
| 31.  | 9.  | A táncoslábú lány (Tap Dancing Her Way Right Back Into Your Hearts) | Fernando Lamas       | Edward J. Lakso                                                    | 1976. november 20.   |
| 32.  | 10. | Vendetta (Vendetta)                                                 | Bob Kelljan          | Don Patterson                                                      | 1976. november 27.   |
| 33.  | 11. | Rémálom (Nightmare)                                                 | Randal Kleiser       | Steve Fisher                                                       | 1976. november 28.   |
| 34.  | 12. | Acél Mike (Iron Mike)                                               | Don Weis             | Történet: Arthur Norman Tévéjáték: Ron Friedman és Arthur Norman   | 1976. december 18.   |
| 35.  | 13. | Elveszett kislány (Little Girl Lost)                                | Earl Bellamy         | Ben Masselink                                                      | 1976. december 25.   |
| 36.  | 14. | Vérfürdő (Bloodbath)                                                | Paul Michael Glaser  | Történet: Christopher Joy és Wanda Coleman Tévéjáték: Ron Friedman | 1977. január 1.      |
| 37.  | 15. | A látnok (The Psychic)                                              | Don Weis             | Michael Mann                                                       | 1977. január 15.     |
| 38.  | 16. | Csapda 1. rész (The Set-Up Part 1)                                  | George McCowan       | Joe Reb Moffly                                                     | 1977. január 22.     |
| 39.  | 17. | Csapda 2. rész (The Set-Up Part 2)                                  | George McCowan       | Joe Reb Moffly                                                     | 1977. január 29.     |
| 40.  | 18. | Maradj életben! (Survival)                                          | David Soul           | Tim Maschler                                                       | 1977. február 5.     |
| 41.  | 19. | Starsky szerelme (Starsky's Lady)                                   | Georg Stanford Brown | Robert Earll                                                       | 1977. február 12.    |
| 42.  | 20. | Huggy Bear mint magándetektív (Huggy Bear and the Turkey)           | Jack Starrett        | Ron Friedman                                                       | 1977. február 19.    |
| 43.  | 21. | A bizottság (The Committee)                                         | George McCowan       | Robert I. Holt                                                     | 1977. február 26.    |
| 44.  | 22. | Bevándorlók (The Velvet Jungle)                                     | Earl Bellamy         | Parke Perine                                                       | 1977. március 5.     |
| 45.  | 23. | Egy alak a múltból (Long Walk Down a Short Dirt Road)               | George McCowan       | Edward J. Lakso                                                    | 1977. március 12.    |
| 46.  | 24. | Gyilkosság a műteremben (Murder on Stage 17)                        | Earl Bellamy         | Ben Masselink                                                      | 1977. március 19.    |
| 47.  | 25. | Starsky és Hutch bűnös (Starsky and Hutch Are Guilty)               | Bob Kelljan          | David P. Harmon                                                    | 1977. április 16.    |

## 3. évad (1977-1978)
| Sor. | Év. | Cím                                                                              | Rendező              | Író                                                            | Premier              |
| ---- | --- | -------------------------------------------------------------------------------- | -------------------- | -------------------------------------------------------------- | -------------------- |
| 48.  | 1.  | Gyilkosság a Playboy-szigeten 1. rész (Starsky & Hutch on Voodoo Island: Part 1) | George McCowan       | Ron Friedman                                                   | 1977. szeptember 17. |
| 49.  | 2.  | Gyilkosság a Playboy-szigeten 2. rész (Starsky & Hutch on Voodoo Island: Part 2) | George McCowan       | Ron Friedman                                                   | 1977. szeptember 17. |
| 50.  | 3.  | Veszélyes vonzerő (Fatal Charm)                                                  | Earl Bellamy         | Jeff Kanter                                                    | 1977. szeptember 24. |
| 51.  | 4.  | Szeretlek, Rosey Malone (I Love You, Rosey Malone)                               | Rick Edelstein       | Tim Maschler                                                   | 1977. október 1.     |
| 52.  | 5.  | Gyilkos kezelés (Murder Ward)                                                    | Earl Bellamy         | Anthony Yerkovich                                              | 1977. október 8.     |
| 53.  | 6.  | Halál az árnyékban (Death in the Different Place)                                | Sutton Roley         | Tom Bagen                                                      | 1977. október 15.    |
| 54.  | 7.  | Egy gyermek könnyei (The Crying Child)                                           | Georg Stanford Brown | James Schmerer                                                 | 1977. október 22.    |
| 55.  | 8.  | Hősök (The Heroes)                                                               | Georg Stanford Brown | Kathy Donnell és Madeline DiMaggio Wagner                      | 1977. október 29.    |
| 56.  | 9.  | A pestis 1. rész (The Plague Part 1)                                             | Bob Kelljan          | William Douglas Lansford                                       | 1977. november 19.   |
| 57.  | 10. | A pestis 2. rész (The Plague Part 2)                                             | Bob Kelljan          | William Douglas Lansford                                       | 1977. november 26.   |
| 58.  | 11. | A pénzbehajtó (The Collector)                                                    | Ivan Nagy            | Don Patterson                                                  | 1977. december 3.    |
| 59.  | 12. | Az utcagyerek (Manchild on the Streets)                                          | David Soul           | Történet: Steve Fisher Tévéjáték: Rick Edelstein               | 1977. december 10.   |
| 60.  | 13. | The Action                                                                       | Ivan Nagy            | Történet: Al Friedman Tévéjáték: Al Friedman és Robert Swanson | 1978. január 7.      |
| 61.  | 14. | A nehézsúlyú (The Heavyweight)                                                   | Earl Bellamy         | Történet: Norman Borisoff Tévéjáték: Robert Swanson            | 1978. január 14.     |
| 62.  | 15. | A Body Worth Guarding                                                            | Rick Edelstein       | Történet: Sam Paley Tévéjáték: Sam Paley és Rick Edelstein     | 1978. január 25.     |
| 63.  | 16. | A csapda (The Trap)                                                              | Earl Bellamy         | Történet: Sid Green Tévéjáték: Sid Green és Robert Swanson     | 1978. február 1.     |
| 64.  | 17. | Sátáni szekta (Satan's Witches)                                                  | Nicolas Sgarro       | Bob Barbash                                                    | 1978. február 8.     |
| 65.  | 18. | Tanult gyilkosok (Class in Crime)                                                | Paul Michael Glaser  | Don Patterson                                                  | 1978. február 15.    |
| 66.  | 19. | A gyilkos Hutchinson (Hutchinson: Murder One)                                    | Bob Kelljan          | Történet: Jackson Gillis Tévéjáték: Robert Swanson             | 1978. február 22.    |
| 67.  | 20. | A ravasz hölgy (Foxy Lady)                                                       | Nicolas Sgarro       | Robert Swanson                                                 | 1978. március 1.     |
| 68.  | 21. | Partners                                                                         | Charles Picerni      | Rick Edelstein                                                 | 1978. május 3.       |
| 69.  | 22. | Quadromania                                                                      | Rick Edelstein       | Anthony Yerkovich                                              | 1978. május 10.      |
| 70.  | 23. | Hívatlan vendég (Deckwatch)                                                      | Paul Michael Glaser  | Don Patterson                                                  | 1978. május 17.      |

## 4. évad (1978-1979)
| Sor. | Év. | Cím                                                      | Rendező             | Író                                                                                               | Premier              |
| ---- | --- | -------------------------------------------------------- | ------------------- | ------------------------------------------------------------------------------------------------- | -------------------- |
| 71.  | 1.  | A parkett ördöge (Discomania)                            | Arthur Marks        | Rick Edelstein                                                                                    | 1978. szeptember 12. |
| 72.  | 2.  | A fogadás (The Game)                                     | Leo Penn            | Tim Maschler                                                                                      | 1978. szeptember 19. |
| 73.  | 3.  | Bekötött szemmel (Blindfold)                             | Leo Penn            | Pat Fielder és Richard Bluel                                                                      | 1978. szeptember 26. |
| 74.  | 4.  | A gyilkos kaméleon (Photo Finish)                        | Sutton Roley        | Történet: Michael Wagner és Robert Swanson Tévéjáték: Robert Swanson                              | 1978. október 10.    |
| 75.  | 5.  | Zugpia (Moonshine)                                       | Reza Badiyi         | Fred Freiberger                                                                                   | 1978. október 17.    |
| 76.  | 6.  | Különös igazság (Strange Justice)                        | Reza Badiyi         | Richard Kelbaugh                                                                                  | 1978. október 24.    |
| 77.  | 7.  | A bosszú (The Avenger)                                   | Sutton Roley        | Robert Swanson                                                                                    | 1978. október 31.    |
| 78.  | 8.  | Fölösleges teher (Dandruff)                              | Sutton Roley        | Ron Friedman                                                                                      | 1978. november 14.   |
| 79.  | 9.  | Fekete és kék (Black and Blue)                           | Rick Edelstein      | Rick Edelstein                                                                                    | 1978. november 21.   |
| 80.  | 10. | A gyűjtő (The Groupie)                                   | Nicholas Colasanto  | Robert Dellinger                                                                                  | 1978. november 28.   |
| 81.  | 11. | Egy rossz döntés (Cover Girl)                            | Rick Edelstein      | Történet: Dan Ullman Tévéjáték: Robert Dellinger és Rick Edelstein                                | 1978. december 12.   |
| 82.  | 12. | Starsky öcsikéje (Starsky's Brother)                     | Arthur Marks        | Történet: Ralph Wallace Davenport Tévéjáték: Ralph Wallace Davenport és Robert Earl               | 1978. december 19.   |
| 83.  | 13. | Az arany angyal (The Golden Angel)                       | Sutton Roley        | Történet: George Arthur Bloom Tévéjáték: Joe Reb Moffley, Robert Dellinger és George Arthur Bloom | 1979. január 16.     |
| 84.  | 14. | Ballada egy szerelmes hölgyhöz (Ballad for a Blue Lady)  | Paul Michael Glaser | Történet: Sidney Ellis Tévéjáték: Sidney Ellis és Paul Michael Glaser                             | 1979. január 23.     |
| 85.  | 15. | Cinkosok (Birds of a Feather)                            | Charles Picerni     | Történet: Amanda J. Green Tévéjáték: Amanda J. Green és Rick Edelstein                            | 1979. január 30.     |
| 86.  | 16. | Botcsinálta bérgyilkos (Ninety Pounds of Trouble)        | Leo Penn            | Robert Swanson                                                                                    | 1979. február 6.     |
| 87.  | 17. | Huggy nem térhet haza (Huggy Can't Go Home)              | David Soul          | Történet: Rick Edelstein Tévéjáték: Richard Kelbaugh                                              | 1979. február 13.    |
| 88.  | 18. | Jelvény nélkül 1. rész (Targets Without a Badge: Part 1) | Earl Bellamy        | Richard Kelbaugh                                                                                  | 1979. március 6.     |
| 89.  | 19. | Jelvény nélkül 2. rész (Targets Without a Badge: Part 2) | Earl Bellamy        | Történet: Jeffrey Bloom és Steven Nalevansky Tévéjáték: Joe Reb Moffley                           | 1979. március 11.    |
| 90.  | 20. | Jelvény nélkül 3. rész (Targets Without a Badge: Part 3) | Earl Bellamy        | Történet: Jeffrey Bloom és Steven Nalevansky Tévéjáték: Joe Reb Moffley                           | 1979. március 11.    |
| 91.  | 21. | Starsky Hutch ellen (Starsky vs. Hutch)                  | Peter Levin         | Rick Edelstein                                                                                    | 1979. május 8.       |
| 92.  | 22. | Édes bosszú (Sweet Revenge)                              | Paul Michael Glaser | Történet: Steven Nalevansky és Joe Reb Moffley Tévéjáték: Steven Nalevansky                       | 1979. május 15.      |